# Gallieno Ferri

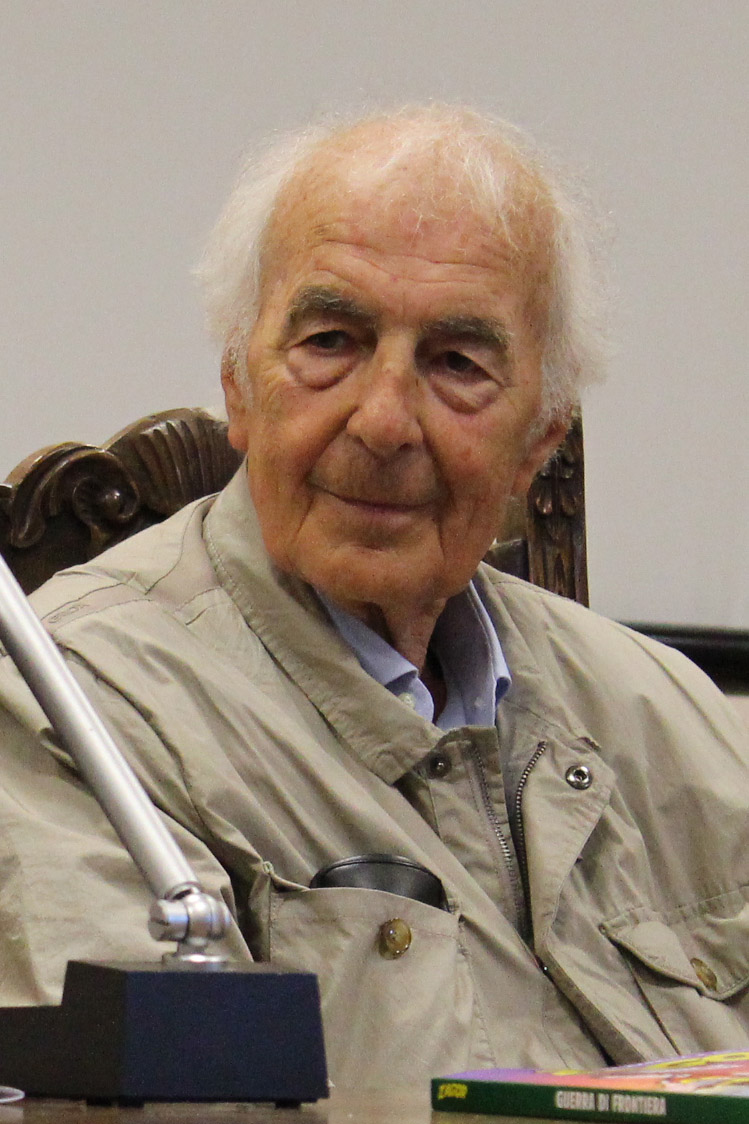
Gallieno Ferri (2013)

Gallieno Ferri alias Fergal (* 21. März 1929 in Genua; † 2. April 2016 ebenda) war ein italienischer Comiczeichner.

## Leben und Werk
Ferri wandte sich erst nach einigen Berufsjahren als Vermesser dem Zeichnen von Comics zu. Zu seinen ersten zeichnerischen Arbeiten gehörten Il fantasma verde und Piuma Rossa. Ab 1949 zeichnete Ferri die Serie Maskar. Für das katholische Comicmagazin Il Vittorioso schuf er in den 1950er Jahren mehrere Western-Comics. In Zusammenarbeit mit dem Autor Guido Nolitta entstand im Jahr 1961 der Western-Comic Zagor, der ab diesem Zeitpunkt einen Großteil seines Schaffens ausmachte und in den Jahren 1964 und 1965 im Walter Lehning Verlag auf Deutsch unter dem Titel Rocky veröffentlicht wurde. Für die ebenfalls von Nolitta getextete Serie Mister No, die im Jahr 1975 gestartet wurde, zeichnete er das erste Album und gestaltete die ersten 115 Titelbilder.
Ferri, der seine Panels mit Fergal signierte, war auch für den französischen und englischen Comicmarkt tätig.